# Chaos;Head
Chaos;Head (カオスヘッド?) es una novela visual japonesa desarrollada por 5pb. y Nitroplus, con contenidos gore, psicológicos y de ciencia ficción, lanzada el 25 de abril de 2008 para PC. El 26 de febrero de 2009 se lanzó una versión para la consola Xbox 360 titulada Chaos;Head Noah (カオスヘッドノア Kaosu Heddo Noa?), y posteriormente lanzada para PlayStation Portable, iOS, Android y PlayStation 3. El juego es descrito por el equipo desarrollador como una «novela de delirio científico» (妄想科学NVL Mōsō Kagaku NVL?).
El juego se centra en un estudiante de instituto llamado Takumi Nishijō, quien se ve envuelto en una sangrienta escena de un crimen de camino a casa, desde ese momento más eventos misteriosos comienzan a ocurrir, como otros asesinatos igual de sangrientos. Takumi comienza a hacer frente a la realidad y a los «delirios» que experimenta para evitar ser atrapado por el autor de dichos crímenes.
La historia del juego fue adaptada a un manga, que empezó a circular el 21 de mayo de 2008 en la revista Dengeki Daioh de ASCII Media Works. Además, comenzó a circular un segundo manga titulado Chaos;Head -Blue Complex- centrado en los personajes de Sena Aoi y Kozue Orihara, publicado en la revista seinen Gekkan Comic Alive de Media Factory a partir del 28 de agosto de 2008. También comenzó a publicarse una tercera adaptación titulada Chaos;Head H en la revista shōnen Comic Rush de Jive, desde el 26 de septiembre de 2008. El videojuego fue adaptado al anime, adaptación que fue producida por Madhouse y emitida en televisión del 9 de octubre al 25 de diciembre de 2008.

## Modo de juego
La jugabilidad de Chaos;Head, al igual que en otras novelas visuales, requiere poca interacción del jugador ya que el juego se compone básicamente del texto de los diálogos. El jugador solo tiene que leer y hacer clic en el texto para avanzar en el juego. El texto que se muestra en pantalla describe las conversaciones entre los diferentes personajes o sus pensamientos.
Chaos;Head presenta las elecciones al jugador a través de un sistema único denominado «delusional trigger» (妄想トリガー mōsō torigā?, lit. desencadenador de delirio). Este sistema ofrece al jugador tres opciones relativas al estado psicológico de Takumi. Se muestran en pantalla ciclos cardíacos: uno verde, estable, que se ubicará en la esquina superior izquierda y uno rojo, inestable, que se ubicará en la esquina superior derecha. La tercera opción no es visible para el jugador ya que no requiere interacción. El jugador puede optar por hacer clic en el ciclo cardíaco verde o en el rojo, o simplemente continuar con el juego sin elegir ninguno de estos. El jugador no está obligado a tomar una decisión inmediatamente debido a que los dos ciclos cardíacos permanecerán en pantalla hasta que se hayan pasado un número predeterminado de líneas desde que aparecieron.
La selección de ciclos cardíacos a menudo determinará qué tipo de delirios experimentará Takumi. La opción estable suele mostrar escenas alegres o humorísticas mientras que la inestable mostrará escenas muy negativas, posiblemente con gore y violencia. También podrán aparecer preguntas con opción sí y no, aunque menos frecuentemente que los desencadenantes de delirios.

## Argumento

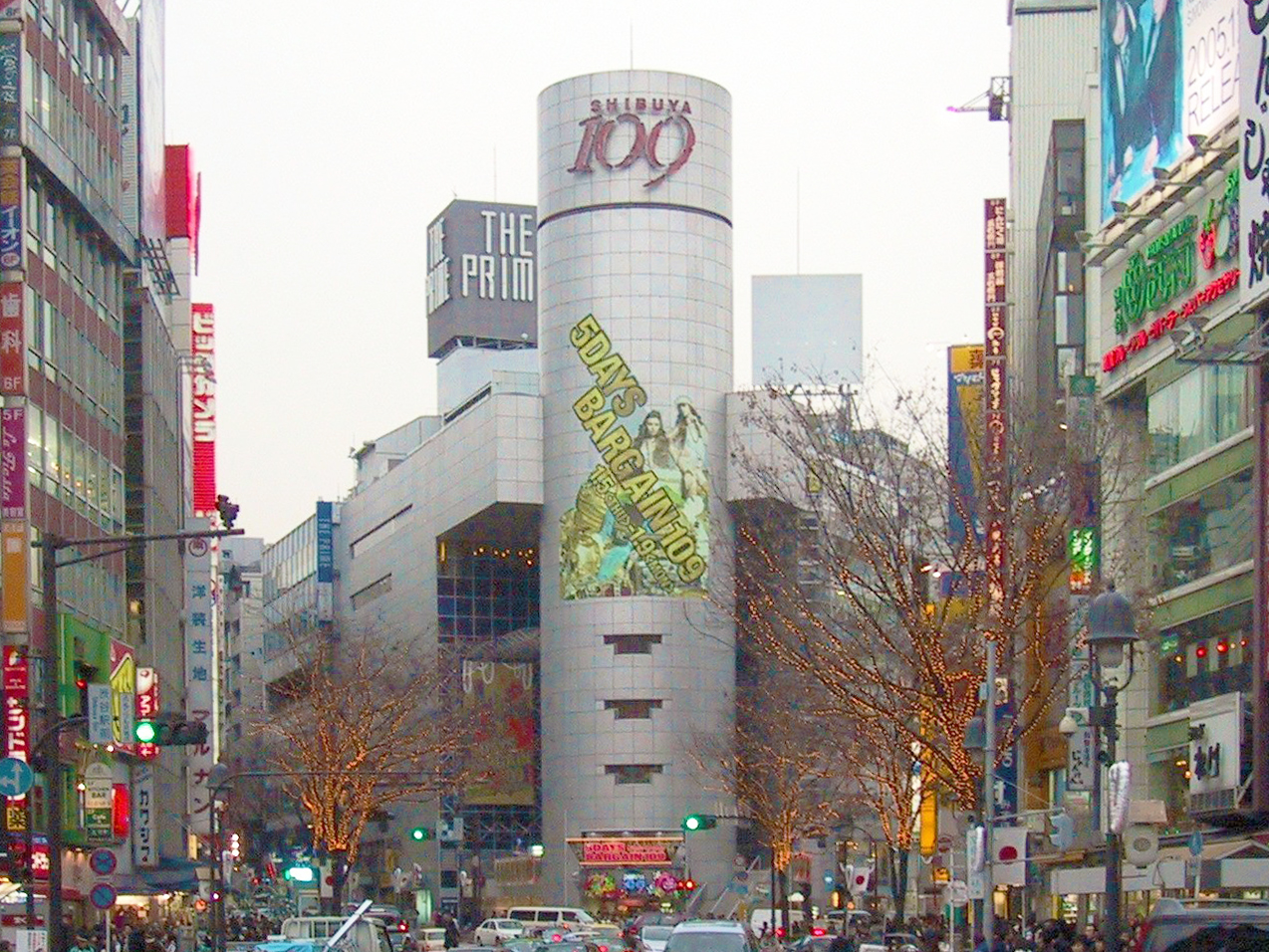
Shibuya

### Escenario y temáticas
Chaos;Head tiene lugar principalmente en Shibuya, Tokio. Muchos de los lugares de Shibuya como su cruce peatonal diagonal y el edificio Loft aparecen en el videojuego, aunque sus nombres fueron levemente alterados. Además, también aparecen en el videojuego algunos sitios web como Wikipedia, 2channel, Youtube, Google y Yahoo!, aunque con sus nombres modificados para evitar litigios legales por el uso de marcas registradas, o también como bromas, como We-Key Pedophiria, @-channel, MewTube, Deluoode, y Taboo!. 
Como el título lo indica, los temas psicológicos como la psique y la mente propia desempeñan un rol de importancia en Chaos;Head. También, los delirios y el método de proyectar los delirios propios en el mundo real o en el sistema visual de otra persona, son un factor clave en la historia. Asimismo, también se abordan temas científicos como los conceptos de materia, antimateria y el mar de Dirac.

### Historia
Trata sobre un muchacho con tendencias hikikomori llamado Takumi Nishijo de 17 años residente de Shibuya que se ve rodeado de incidentes tales como homicidios, suicidios colectivos, etc, eventos que son enmarcados dentro de lo que se denomina "New Generation" o Nueva Generación. Con extraños mensajes llegados a su computadora a través del chat de un juego MMORPG llamado Empire Sweeper (llamado también Universo EMS), donde es conocido con el nickname de Knight Heart el más grandioso de los jugadores, en donde otro de los jugadores, en primera parte uno con sobrenombre "Shogun" le muestra algunas imágenes de los incidentes de la "New Generation" incluso antes que estos ocurran. 
Todo empieza a convertirse en una experiencia aterradora y peligrosa cuando una noche ve a una compañera suya crucificando un cadáver en un callejón. Poco a poco lo que parecía ser solo una ola de muertes por una moda macabra comienzan a mostrar indicios de una conspiración que experimenta con la realidad usando elementos y poderes que permiten crear cosas y materializaras cosas de la nada e integrarlas a nuestra realidad, de la misma forma Takumi conoce a varias muchachas que han aprendido dominar estas habilidades y con ellas crean armas con las que se enfrentan a individuos desconocidos que llevan a cabo raros experimentos en las calles. Ahora Takumi se ve involucrado en la causa y desenlace de los eventos, sin embargo es difícil para él saber donde comienza la realidad y donde la fantasía ya que hasta donde sabe nunca ha tenido una psiquis totalmente estable y todo podría ser solo síntomas de trastornos psíquicos como pérdidas de memoria y neurosis, sin embargo aún debe decidir cual entre ambas opciones sería una realidad más aterradora.

## Personajes

### Personajes principales
Takumi Nishijō (西條 拓巳 Nishijō Takumi?)
Actor de voz: Hiroyuki Yoshino
Takumi es el personaje principal de la historia. Él es retraído y no está interesado en ninguna cosa del mundo real (en «cosas 3D»). Sufre de delirios intensos como resultado de su aparente esquizofrenia y su estilo de vida sumamente solitario como un hikikomori. Takumi es un estudiante de segundo año en la Academia Suimei (翠明学園 Suimei Gakuen?), que solo asiste al instituto con el fin de cumplir con los requisitos mínimos para graduarse, llevando la cuenta de a cuántas clases debe asistir. Evita conversaciones con otras personas siempre que sea posible, y prefiere dedicarse a ver anime, jugar eroges y videojuegos de rol multijugador masivo en línea.
Rimi Sakihata (咲畑 梨深 Sakihata Rimi?)
Actriz de voz: Eri Kitamura
Rimi es una misteriosa chica de cabello rosado que Takumi encuentra en la escena de un crimen en su camino a casa. Rimi vestía el uniforme de la Academia Suimei en ese momento, y pareció reconocer a Takumi. Más tarde afirma que conocía a Takumi desde hace mucho tiempo, algo que Takumi no recuerda, aunque ella afirma que no tiene idea de lo que él habla cuando se refiere a un asesinato.
Nanami Nishijō (西條 七海 Nishijō Nanami?)
Actriz de voz: Ui Miyazaki
Nanami es la hermana menor de Takumi. Acostumbra visitarlo y regañarle por su estilo de vida.
Ayase Kishimoto (岸本 あやせ Kishimoto Ayase?)
Actriz de voz: Yui Sakakibara
También conocida como FES, es la vocalista y compositora de la banda "Phantasm". Su personalidad es introvertida y misteriosa. Asiste a la misma escuela que Takumi. Padece chūnibyō por lo que suele hablar de las cosas y personas como si pertenecieran a un mundo de espada y brujería.
Yua Kusunoki (楠 優愛 Kusunoki Yua?)
Actriz de voz: Chiaki Takahashi
Yua asiste a la misma escuela que Takumi y se acerca a él con la intención de investigarlo por su conexión con los asesinatos de New Gene. Se muestra como una chica tímida en un principio.
Sena Aoi (蒼井 セナ Aoi Sena?)
Actriz de voz: Hitomi Nabatame
También asiste a la misma escuela que Takumi y las otras chicas. Su personalidad es agresiva, independiente y poco amigable. Demuestra un gran dominio de sus poderes como Gigalomaniac. 
Kozue Orihara (折原 梢 Orihara Kozue?)
Actriz de voz: Ayumi Tsuji
Una chica tímida y retraída que no habla con nadie. Se transfirió a la escuela de Takumi y es su compañera de clase. Es amiga de Sena con quien habla por medio de la telepatía.

### Otros personajes
Grim (グリム?)
Shogun (将軍 Shōgun?)
Actor de voz: Tsubasa Yonaga
Orgel Seira (星来 オルジェル Seira Orujeru?)
Actriz de voz: Akane Tomonaga
Daisuke Misumi (三住 大輔 Misumi Daisuke?)
Actor de voz: Daisuke Ono
Yasuji Ban (判 安二 Ban Yasuji?)
Actor de voz: Kazuya Ichijou
Mamoru Suwa (諏訪 護 Suwa Mamoru?)
Actor de voz: Makoto Yasumura
Hazuki Shino (葉月 志乃 Shino Hazuki?)
Actriz de voz: Noriko Aoki
Genichi Norose (野呂瀬 玄一 Norose Gen'ichi?)
Actor de voz: Kenta Miyake

## Desarrollo
Chaos;Head es una producción en colaboración entre 5pb. y Nitroplus, con asistencia de Red Flagship. El concepto del arte original y el escenario fueron concebido por dos miembros del personal de 5pb., Yukihiro Matsuo y Naotaka Hayashi respectivamente. El diseñador de los personajes fue Mutsumi Sasaki y Choco realizó el diseño del producto; la música del juego fue compuesta por Zizz studio y Nitroplus realizó el desarrollo y la producción del videojuego. Chaos;Head temporalmente fue nombrado como Gigalomaniacos (ギガロマニアックス Gigaromaniakkusu?) cuando se anunció por primera vez.

## Otras obras relacionadas

### Anime
Madhouse produjo la adaptación de la novela visual al anime, que se estrenó el 9 de octubre de 2008 en Chiba TV y otras estaciones. La serie cuenta con doce episodios, su tema de apertura es «F.D.D.» —interpretado por Kanako Itō— y su tema de cierre es «Super Special» —interpretado por Seira Kagami—.
El anime contó con el mismo elenco de actores de voz del videojuego para PC, fue dirigida por Takaaki Ishiyama y fue compuesta por Toshiki Inoue. El diseño de los personajes en el anime fue realizado por Shuichi Shimamura en base al diseño original de Mutsumi Sasaki.